# Nicholas Channel
Nicholas Channel är ett sund mellan Kuba och Bahamas.